# Kota Tinggi
Kota Tinggi – miasto w Malezji, w stanie Johor. W 2000 roku liczyło 38 863 mieszkańców.